# Parkdale (ancienne circonscription fédérale)
Circonscription électorale fédérale du Canada
Parkdale est une circonscription électorale fédérale de l'Ontario, représentée de 1917 à 1979. 
La circonscription de Parkdale est créée en 1914 d'une partie de Toronto-Ouest. Abolie en 1976, elle est redistribuée parmi Parkdale—High Park et Trinity.

## Géographie
En 1914, la circonscription de Parkdale était délimitée par la Queen Street West, Dovercourt Road, par le chemin de fer du Canadien Pacifique et par High Park.

## Députés
| Législature                                                      | Années                          | Député                          | Député                          | Parti                           |
| Parkdale issue de Toronto-Ouest                                  | Parkdale issue de Toronto-Ouest | Parkdale issue de Toronto-Ouest | Parkdale issue de Toronto-Ouest | Parkdale issue de Toronto-Ouest |
| ---------------------------------------------------------------- | ------------------------------- | ------------------------------- | ------------------------------- | ------------------------------- |
| 13e                                                              | 1917–1921                       |                                 | Herbert Mowat                   | Unioniste                       |
| 14e                                                              | 1921–1925                       | David Spence                    | Conservateur                    |                                 |
| 15e                                                              | 1925–1926                       | David Spence                    | Conservateur                    |                                 |
| 16e                                                              | 1926–1930                       | David Spence                    | Conservateur                    |                                 |
| 17e                                                              | 1930–1935                       | David Spence                    | Conservateur                    |                                 |
| 18e                                                              | 1935–1940                       | David Spence                    | Conservateur                    |                                 |
| 19e                                                              | 1940–1945                       | Herbert Alexander Bruce         | Gouvernement national           |                                 |
| 20e                                                              | 1945–1946                       | Herbert Alexander Bruce         | Progressiste-conservateur       |                                 |
| 20e                                                              | 1946-1949                       | Harold Timmins                  | Progressiste-conservateur       |                                 |
| 21e                                                              | 1949–1953                       |                                 | John Hunter                     | Libéral                         |
| 22e                                                              | 1953–1957                       |                                 | John Hunter                     | Libéral                         |
| 23e                                                              | 1957–1958                       |                                 | Arthur Maloney                  | Progressiste-conservateur       |
| 24e                                                              | 1958–1962                       |                                 | Arthur Maloney                  | Progressiste-conservateur       |
| 25e                                                              | 1962–1963                       |                                 | Stanley Haidasz                 | Libéral                         |
| 26e                                                              | 1963–1965                       |                                 | Stanley Haidasz                 | Libéral                         |
| 27e                                                              | 1965–1968                       |                                 | Stanley Haidasz                 | Libéral                         |
| 28e                                                              | 1968–1972                       |                                 | Stanley Haidasz                 | Libéral                         |
| 29e                                                              | 1972–1974                       |                                 | Stanley Haidasz                 | Libéral                         |
| 30e                                                              | 1974–1978                       |                                 | Stanley Haidasz                 | Libéral                         |
| 30e                                                              | 1978-1979                       |                                 | Yuri Shymko                     | Progressiste-conservateur       |
| Circonscription redistribuée parmi Parkdale—High Park et Trinity |                                 |                                 |                                 |                                 |